# Novo Aripuanã (ort)
Novo Aripuanã är en ort i delstaten Amazonas i norra Brasilien. Den är huvudort i en kommun med samma namn och folkmängden uppgick till cirka 14 000 invånare vid folkräkningen 2010. Novo Aripuanã är belägen där floden Aripuanã mynnar ut i den större Madeirafloden, och en flygplats finns i den nordöstra utkanten.